# Guillaume De Mol
Guillaume De Mol (18 augustus 2006) is een Belgische basketballer.

## Carrière
De Mol speelde in de jeugd van Basket Desselgem en  Basket Waregem; in 2019 keerde hij terug naar Waregem en vanaf 2022 speelde hij mee met de eerste ploeg. In het seizoen 2024/25 speelde hij ook op dubbele licentie bij Kortrijk Spurs waarbij hij zijn debuut maakte in de BNXT League. Hij verliet Waregem aan het einde van het seizoen 2024/25 en trok naar de Leuven Bears.

### Nationale ploeg
De Mol is een jeugdinternational voor de nationale ploeg.